# Ligue des champions de la CAF 2019-2020
Navigation
Édition précédente Édition suivante
La Ligue des Champions de la CAF 2019-2020 (officiellement la Total Ligue des Champions de la CAF 2019-2020 pour des raisons de parrainage) est la 56e édition de la plus importante compétition africaine de clubs et la 24e édition dans le format actuel de la Ligue des champions de la CAF. 
Elle oppose 61 des meilleurs clubs africains qui se sont illustrés dans leurs championnats respectifs la saison précédente. L'édition se déroule désormais à cheval sur deux années civiles, du aout 2019 à mai 2020, sur décision du comité exécutif de la CAF en juillet 2017. De plus, la finale se joue désormais sur un seul match et sur terrain neutre.
Elle est également marquée par la pandémie de Covid-19, qui amène une partie des rencontres à être disputée à huis clos.
La finale qui oppose Al Ahly SC au Zamalek SC a lieu le 27 novembre 2020 au Stade international du Caire. Elle se conclut sur la victoire d'Al Ahly sur le score de 2-1 qui remporte son neuvième titre.

## Désignation de la ville organisatrice de la finale
Le Comité exécutif de la Confédération africaine de football a décidé en juin 2019 que la finale se jouerait en un seul match. Trois associations membres ont soumis des offres pendant la période du 11 au 20 février 2020.
| Association | Stade                          | Ville      | Capacité |
| ----------- | ------------------------------ | ---------- | -------- |
| Cameroun    | Complexe multisports de Japoma | Douala     | 50 000   |
| Maroc       | Stade Mohammed-V               | Casablanca | 52 000   |
| Tunisie     | Stade olympique de Radès       | Radès      | 65 000   |

Le comité d'urgence de la Confédération africaine de football a pris la décision finale le 12 mars 2020, et le stade Japoma de Douala a été officiellement annoncé comme lieu final le 16 mars 2020.
En juillet, la Fédération camerounaise de football a annoncé qu'elle s'était retirée de l'organisation de la finale.
Le Stade Borg Al Arab en Alexandrie a été initialement annoncé comme le lieu final, mais il a été décidé début novembre de déplacer le match au Stade international du Caire, au Caire en raison des fortes pluies attendues.

## Participants
- Théoriquement, jusqu'à 56 fédérations membres de la CAF peuvent entrer dans la CAF Champions League 2019-2020.
- Les 12 pays les mieux classés en fonction du Classement 5-Year de la CAF peuvent inscrire 2 clubs par compétition. Pour la compétition de cette année, le Classement 5-Year de la CAF situé entre 2014 et 2018, est pris en compte.
- 61 clubs (49 champions + 12 vice-champions) ont pu entrer dans le tournoi. 7 fédérations n'ont pas pu inscrire un club dans la compétition (Cap-Vert, Érythrée, La Réunion, Guinée-Bissau, Sao-Tomé-et-Principe, Sierra Leone, Djibouti).

Ci-dessous le schéma de qualification pour la compétition. Les nations sont affichées en fonction de leur Classement 5-Year de la CAF:
| Fédération                                                                 | Club                                                | Classement                                          |
| Fédérations avec deux représentants (Classées 1-12)                        | Fédérations avec deux représentants (Classées 1-12) | Fédérations avec deux représentants (Classées 1-12) |
| -------------------------------------------------------------------------- | --------------------------------------------------- | --------------------------------------------------- |
| Tunisie 1er - 154 pts                                                      | ES Tunis                                            | Champion de Tunisie 2018-2019                       |
| Tunisie 1er - 154 pts                                                      | ES Sahel                                            | Vice-champion de Tunisie 2018-2019                  |
| Maroc 2e - 153 pts                                                         | Wydad AC                                            | Champion du Maroc 2018-2019                         |
| Maroc 2e - 153 pts                                                         | Raja CA                                             | Vice-champion du Maroc 2018-2019                    |
| Égypte 3e - 120.5 pts                                                      | Al Ahly SC                                          | Champion d'Égypte 2018-2019                         |
| Égypte 3e - 120.5 pts                                                      | Zamalek SC                                          | Vice-champion d'Égypte 2018-2019                    |
| Algérie 4e - 92 pts                                                        | USM Alger                                           | Champion d'Algérie 2018-2019                        |
| Algérie 4e - 92 pts                                                        | JS Kabylie                                          | Vice-Champion d'Algérie 2018-2019                   |
| RD Congo 5e - 87 pts                                                       | TP Mazembe                                          | Champion de RD du Congo 2018-2019                   |
| RD Congo 5e - 87 pts                                                       | AS Vita Club                                        | Vice-champion de RD du Congo 2018-2019              |
| Afrique du Sud 6e - 76.5 pts                                               | Mamelodi Sundowns                                   | Champion d'Afrique du Sud 2018-2019                 |
| Afrique du Sud 6e - 76.5 pts                                               | Orlando Pirates                                     | Vice-champion d'Afrique du Sud 2018-2019            |
| Zambie 7e - 40.5 pts                                                       | ZESCO United                                        | Champion de Zambie 2019                             |
| Zambie 7e - 40.5 pts                                                       | Green Eagles FC                                     | Vice-champion de Zambie 2019                        |
| Soudan 8e - 35 pts                                                         | Al Merreikh                                         | Champion du Soudan 2018-2019                        |
| Soudan 8e - 35 pts                                                         | Al Hilal                                            | Vice-champion du Soudan 2018-2019                   |
| Nigeria 9e - 32.5 pts                                                      | Enyimba International                               | Champion du Nigeria 2019                            |
| Nigeria 9e - 32.5 pts                                                      | Kano Pillars                                        | Vice-champion du Nigeria 2019                       |
| Guinée 10e - 30 pts                                                        | Horoya AC                                           | Champion de Guinée 2018-2019                        |
| Guinée 10e - 30 pts                                                        | Hafia                                               | Vice-champion de Guinée 2018-2019                   |
| Angola 11e - 21.5 pts                                                      | Primeiro de Agosto                                  | Champion d'Angola 2018-2019                         |
| Angola 11e - 21.5 pts                                                      | Atlético Petróleos de Luanda                        | Vice-champion d'Angola 2018-2019                    |
| Tanzanie 12e - 18 pts                                                      | Simba SC                                            | Champion de Tanzanie 2018-2019                      |
| Tanzanie 12e - 18 pts                                                      | Young Africans                                      | Vice-champion de Tanzanie 2018-2019                 |
| Fédérations avec un seul représentant (Classées plus bas que la 12e place) |                                                     |                                                     |
| Côte d'Ivoire 13e - 15 pts                                                 | SO de l'Armée                                       | Champion de Côte d'Ivoire 2018-2019                 |
| Kenya 14e - 14 pts                                                         | Gor Mahia FC                                        | Champion du Kenya 2018-2019                         |
| Mozambique 15e - 13 pts                                                    | UD Songo                                            | Champion du Mozambique 2019                         |
| République du Congo 16e - 11.5 pts                                         | AS Otohô                                            | Champion du Congo 2018-2019                         |
| Ouganda 17e - 11 pts                                                       | Kampala City Council                                | Champion d'Ouganda 2018-2019                        |
| Libye 18e - 10 pts                                                         | Al Nasr                                             | Champion de Libye 2017-2018                         |
| Ghana 19e - 9 pts                                                          | Asante Kotoko SC                                    | Champion du Ghana 2019                              |
| Rwanda 20e - 8 pts                                                         | Rayon Sports                                        | Champion du Rwanda 2018-2019                        |
| Zimbabwe 20e - 8 pts                                                       | FC Platinum                                         | Champion du Zimbabwe 2019                           |
| Eswatini 22e - 7 pts                                                       | Green Mamba                                         | Champion d'Eswatini 2018-2019                       |
| Éthiopie 23e - 6 pts                                                       | Mekele City FC                                      | Champion d'Éthiopie 2018-2019                       |
| Botswana 24e - 4 pts                                                       | Township Rollers                                    | Champion du Botswana 2018-2019                      |
| Togo 24e - 4 pts                                                           | ASC Kara                                            | Champion du Togo 2018-2019                          |
| Cameroun 26e - 3 pts                                                       | UMS de Loum                                         | Champion du Cameroun 2019                           |
| Mali 26e - 3 pts                                                           | Stade Malien                                        | Vainqueur de la coupe du Mali de football 2018      |
| Burkina Faso 28e - 2.5 pts                                                 | Rahimo FC                                           | Champion du Burkina Faso 2018-2019                  |
| Gabon 29e - 1.5 pts                                                        | Cercle Mbéri Sportif                                | Champion du Gabon 2018-2019                         |
| Bénin                                                                      | Buffles du Borgou                                   | Champion du Bénin 2018-2019                         |
| Burundi                                                                    | Aigle Noir FC de Makamba                            | Champion du Burundi 2018-2019                       |
| Cap-Vert                                                                   | Aucun club engagé                                   | Aucun club engagé                                   |
| République centrafricaine                                                  | AS Tempête Mocaf                                    | Champion de République Centrafricaine 2019          |
| Tchad                                                                      | Elect-Sport FC                                      | Champion du Tchad 2019                              |
| Comores                                                                    | Fomboni FC                                          | Champion des Comores 2019                           |
| Djibouti                                                                   | Aucun club engagé                                   | Aucun club engagé                                   |
| Guinée équatoriale                                                         | Cano Sport                                          | Champion de Guinée équatoriale 2019                 |
| Érythrée                                                                   | Aucun club engagé                                   | Aucun club engagé                                   |
| Gambie                                                                     | Brikama United                                      | Champion de Gambie 2018-2019                        |
| Guinée-Bissau                                                              | Aucun club engagé                                   | Aucun club engagé                                   |
| Lesotho                                                                    | Matlama FC                                          | Champion du Lesotho 2018-2019                       |
| Liberia                                                                    | LPRC Oilers                                         | Champion du Liberia 2019                            |
| Madagascar                                                                 | Fosa Juniors FC                                     | Champion de Madagascar 2019                         |
| Malawi                                                                     | FC Bullets                                          | Champion du Malawi 2019                             |
| Mauritanie                                                                 | FC Nouadhibou                                       | Champion de Mauritanie 2018-2019                    |
| Maurice                                                                    | Pamplemousses SC                                    | Champion de Maurice 2018-2019                       |
| Namibie                                                                    | African Stars                                       | Champion de Namibie 2018-2019                       |
| Niger                                                                      | AS SONIDEP                                          | Champion du Niger 2018-2019                         |
| La Réunion                                                                 | Aucun club engagé                                   | Aucun club engagé                                   |
| Sao Tomé-et-Principe                                                       | Aucun club engagé                                   | Aucun club engagé                                   |
| Sénégal                                                                    | AS Génération Foot                                  | Champion du Sénégal 2018-2019                       |
| Seychelles                                                                 | Côte d'Or FC                                        | Champion des Seychelles 2018                        |
| Sierra Leone                                                               | Aucun club engagé                                   | Aucun club engagé                                   |
| Somalie                                                                    | Dekedaha FC                                         | Champion de Somalie 2019                            |
| Soudan du Sud                                                              | Atlabara FC                                         | Champion de Soudan du Sud 2019                      |
| Zanzibar                                                                   | KMKM FC                                             | Champion de Zanzibar 2019                           |

## Calendrier
Voici le calendrier officiel publié sur le site Internet de la CAF.
| Nom                                             | Tirage au sort | Match aller                                          | Match retour                                     | Nombre de participants |
| ----------------------------------------------- | -------------- | ---------------------------------------------------- | ------------------------------------------------ | ---------------------- |
| Tours de qualification (2019)                   |                |                                                      |                                                  |                        |
| Tour préliminaire                               | 21 juillet     | 9-11 août                                            | 23-25 août                                       | 58                     |
| Premier tour                                    | 21 juillet     | 13-15 septembre                                      | 27-29 septembre                                  | 32 (29+3)              |
| Phase de groupes (2019-2020)                    |                |                                                      |                                                  |                        |
| Journées 1 et 4 Journées 2 et 5 Journées 3 et 6 | 9 octobre      | 29 novembre-1er décembre 6-8 décembre 27-29 décembre | 10-12 janvier 25-26 janvier 31 janvier-2 fevrier | 16                     |
| Phase finale (2020)                             |                |                                                      |                                                  |                        |
| Quarts de finale                                | 09 fevrier     | 28 fevrier-1er mars                                  | 6-8 mars                                         | 8                      |
| Demi-finales                                    | 09 fevrier     | 17-18 octobre                                        | 23-24 octobre                                    | 4                      |
| Finale                                          | 09 fevrier     | 6 novembre                                           | 6 novembre                                       | 2                      |

## Tours de qualification

### Tour préliminaire
Les matchs aller se jouent du 9 au 11 août 2019 alors que les matchs retour se jouent du 23 au 25 août 2019.
| Équipe                   | Aller | Total  | Retour | Équipe                |
| ------------------------ | ----- | ------ | ------ | --------------------- |
| Brikama United           | 3 - 3 | 3 - 7  | 0 - 4  | Raja CA               |
| AS Tempête Mocaf         | 1 - 0 | 2 - 3  | 1 - 3  | Al Nasr Benghazi      |
| JS Kabylie               | 1 - 0 | 3 - 3  | 2 - 3  | Al Merreikh           |
| Stade Malien             | 1 - 1 | 1 - 2  | 0 - 1  | Horoya AC             |
| Buffles du Borgou        | 1 - 1 | 1 - 2  | 0 - 1  | ASC Kara              |
| UMS de Loum              | 0 - 0 | 0 - 1  | 0 - 1  | AS Vita Club          |
| Rayon Sports             | 1 - 1 | 1 - 1  | 0 - 0  | Al Hilal              |
| Rahimo FC                | 1 - 0 | 1 - 5  | 0 - 5  | Enyimba               |
| AS SONIDEP               | 1 - 2 | 2 - 5  | 1 - 3  | USM Alger             |
| Aigle Noir FC de Makamba | 0 - 0 | 1 - 5  | 1 - 5  | Gor Mahia FC          |
| Atlabara FC              | 0 - 4 | 0 - 13 | 0 - 9  | Al Ahly SC            |
| Cano Sport Academy       | 2 - 1 | 3 - 2  | 1 - 1  | Mekele City FC        |
| Dekedaha FC              | 0 - 7 | 0 - 13 | 0 - 6  | Zamalek SC            |
| LPRC Oilers              | 1 - 0 | 1 - 3  | 0 - 3  | AS Génération Foot    |
| Hafia FC                 | 2 - 1 | 3 - 8  | 1 - 7  | ES Sahel              |
| Kano Pillars             | 3 - 2 | 3 - 4  | 0 - 2  | Asante Kotoko SC      |
| African Stars            | 3 - 2 | 3 - 4  | 0 - 2  | Kampala City Council  |
| Matlama FC               | 0 - 2 | 0 - 4  | 0 - 2  | Atl. Petró. de Luanda |
| Fomboni FC               | 2 - 2 | 3 - 3  | 1 - 1  | Côte d'Or FC          |
| AS Otohô                 | 2 - 1 | 2 - 5  | 0 - 4  | Mamelodi Sundowns     |
| SO de l'Armée            | 0 - 0 | 0 - 1  | 0 - 1  | FC Nouadhibou         |
| AO Cercle Mbéri Sportif  | 0 - 0 | 0 - 2  | 0 - 2  | Elect-Sport FC        |
| Green Mamba              | 0 - 2 | 0 - 3  | 0 - 1  | ZESCO United          |
| Young Africans           | 1 - 1 | 2 - 1  | 1 - 0  | Township Rollers      |
| FC Bullets               | 0 - 0 | 2 - 3  | 2 - 3  | FC Platinum           |
| UD Songo                 | 0 - 0 | 1 - 1  | 1 - 1  | Simba SC              |
| KMKM FC                  | 0 - 2 | 0 - 4  | 0 - 2  | Primeiro de Agosto    |
| Green Eagles FC          | 1 - 0 | 2 - 1  | 1 - 1  | Orlando Pirates       |
| Fosa Juniors FC          | 1 - 0 | 2 - 1  | 1 - 1  | Pamplemousses SC      |

### Premier tour
Les vingt-neuf vainqueurs du tour préliminaire sont rejoints par l'ES Tunis, le Wydad AC et le TP Mazembe. Les vainqueurs de ce premier tour sont qualifiés pour la phase de poule tandis les perdants sont reversés dans le deuxième tour de la Coupe de la confédération 2019-2020.
| Équipe           | Aller | Total           | Retour | Équipe             |
| ---------------- | ----- | --------------- | ------ | ------------------ |
| Al Nasr Benghazi | 1 - 3 | 2 - 4           | 1 - 1  | Raja CA            |
| JS Kabylie       | 2 - 0 | 2 - 2 tab (5-3) | 0 - 2  | Horoya AC          |
| ASC Kara         | 0 - 0 | 0 - 1           | 0 - 1  | AS Vita Club       |
| Enyimba          | 0 - 0 | 0 - 1           | 0 - 1  | Al Hilal           |
| USM Alger        | 4 - 1 | 6 - 1           | 2 - 0  | Gor Mahia FC       |
| Cano Sport       | 0 - 2 | 0 - 6           | 0 - 4  | Al Ahly SC         |
| AS Génération    | 2 - 1 | 2 - 2           | 0 - 1  | Zamalek SC         |
| Asante Kotoko SC | 2 - 0 | 2 - 3           | 0 - 3  | ES Sahel           |
| Petro Atlético   | 0 - 0 | 1 - 1           | 1 - 1  | KCCA               |
| Côte d'Or FC     | 0 - 5 | 1 - 16          | 1 - 11 | Mamelodi Sundowns  |
| FC Nouadhibou    | 0 - 2 | 1 - 6           | 1 - 4  | Wydad AC           |
| Elect-Sport FC   | 1 - 1 | 2 - 3           | 1 - 2  | ES Tunis           |
| Young Africans   | 1 - 1 | 2 - 3           | 1 - 2  | ZESCO United       |
| FC Platinum      | 1 - 0 | 5 - 2           | 4 - 2  | UD Songo           |
| Green Eagles FC  | 1 - 2 | 2 - 2           | 1 - 0  | Primeiro de Agosto |
| Fosa Juniors FC  | 0 - 0 | 1 - 3           | 1 - 3  | TP Mazembe         |

## Phase de poules
Raja CA
Wydad Casablanca
Al Ahly SC
Zamalek SC
Primeiro de Agosto
Petro Atlético
Le tirage au sort se déroule au Caire.
Légende des classements
- Qualifié pour les quarts de finale

Légende des résultats
- Victoire à domicile
- Match nul
- Victoire à l'extérieur

| Chapeau 1                | Chapeau 2                     | Chapeau 3                  | Chapeau 4                      |
| ------------------------ | ----------------------------- | -------------------------- | ------------------------------ |
| ES Tunis (63,5 pts) T Ch | ES Sahel (50 pts)             | USM Alger (25 pts) Ch      | Primeiro de Agosto (16 pts) Ch |
| TP Mazembe Ch (63 pts)   | Mamelodi Sundowns (49 pts) Ch | ZESCO United (24,5 pts) Ch | FC Platinum (5 pts) Ch         |
| Wydad AC (63 pts) Ch     | Zamalek SC (44 pts) C3        | AS Vita Club (24 pts)      | Petro Atlético (2,5 pts)       |
| Al Ahly SC (57 pts) Ch   | Raja CA (25 pts)              | Al Hilal (19 pts)          | JS Kabylie (0 pts)             |

Notes
T : Tenant du titre

Ch : Champion national

C3 : Vainqueur de la Coupe de la confédération 2018-2019

S : Vainqueur de la Supercoupe de la CAF 2019

### Groupe A
| Rang | Équipe             | Pts | J | G | N | P | Bp | Bc | Diff |  | Résultats (▼ dom., ► ext.) |     |     |     |     |
| ---- | ------------------ | --- | - | - | - | - | -- | -- | ---- |  | -------------------------- | --- | --- | --- | --- |
| 1    | TP Mazembe         | 14  | 6 | 4 | 2 | 0 | 11 | 4  | +7   |  | TP Mazembe                 |     | 3-0 | 2-1 | 3-1 |
| 2    | Zamalek SC         | 9   | 6 | 2 | 3 | 1 | 5  | 4  | +1   |  | Zamalek SC                 | 0-0 |     | 2-0 | 2-0 |
| 3    | Primeiro de Agosto | 4   | 6 | 0 | 4 | 2 | 4  | 7  | -3   |  | Primeiro de Agosto         | 1-1 | 0-0 |     | 1-1 |
| 4    | Zesco United       | 3   | 6 | 0 | 3 | 3 | 5  | 10 | -5   |  | Zesco United               | 1-2 | 1-1 | 1-1 |     |

### Groupe B
| Rang | Équipe      | Pts | J | G | N | P | Bp | Bc | Diff |  | Résultats (▼ dom., ► ext.) |     |     |     |     |
| ---- | ----------- | --- | - | - | - | - | -- | -- | ---- |  | -------------------------- | --- | --- | --- | --- |
| 1    | ES Sahel    | 12  | 6 | 4 | 0 | 2 | 8  | 3  | +5   |  | ES Sahel                   |     | 1-0 | 0-1 | 2-0 |
| 2    | Al Ahly SC  | 11  | 6 | 3 | 2 | 1 | 7  | 4  | +3   |  | Al Ahly SC                 | 1-0 |     | 2-1 | 2-0 |
| 3    | Al Hilal    | 10  | 6 | 3 | 1 | 2 | 7  | 6  | +1   |  | Al Hilal                   | 1-2 | 1-1 |     | 2-1 |
| 4    | FC Platinum | 1   | 6 | 0 | 1 | 5 | 2  | 11 | -9   |  | FC Platinum                | 0-3 | 1-1 | 0-1 |     |

### Groupe C
| Rang | Équipe            | Pts | J | G | N | P | Bp | Bc | Diff |  | Résultats (▼ dom., ► ext.) |     |     |     |     |
| ---- | ----------------- | --- | - | - | - | - | -- | -- | ---- |  | -------------------------- | --- | --- | --- | --- |
| 1    | Mamelodi Sundowns | 14  | 6 | 4 | 2 | 0 | 8  | 2  | +6   |  | Mamelodi Sundowns          |     | 1-0 | 3-0 | 2-1 |
| 2    | Wydad AC          | 9   | 6 | 2 | 3 | 1 | 10 | 6  | +4   |  | Wydad AC                   | 0-0 |     | 4-1 | 3-1 |
| 3    | Petro Atlético    | 4   | 6 | 0 | 4 | 2 | 8  | 14 | -6   |  | Petro Atlético             | 2-2 | 2-2 |     | 1-1 |
| 4    | USM Alger         | 3   | 6 | 0 | 3 | 3 | 6  | 10 | -4   |  | USM Alger                  | 0-1 | 1-1 | 2-2 |     |

### Groupe D
| Rang | Équipe       | Pts | J | G | N | P | Bp | Bc | Diff |  | Résultats (▼ dom., ► ext.) |     |     |     |     |
| ---- | ------------ | --- | - | - | - | - | -- | -- | ---- |  | -------------------------- | --- | --- | --- | --- |
| 1    | ES Tunis     | 11  | 6 | 3 | 2 | 1 | 7  | 3  | +4   |  | ES Tunis                   |     | 2-2 | 1-0 | 0-0 |
| 2    | Raja CA      | 11  | 6 | 3 | 2 | 1 | 6  | 4  | +2   |  | Raja CA                    | 0-2 |     | 2-0 | 1-0 |
| 3    | JS Kabylie   | 7   | 6 | 2 | 1 | 3 | 3  | 7  | -4   |  | JS Kabylie                 | 1-0 | 0-0 |     | 1-0 |
| 4    | AS Vita Club | 4   | 6 | 1 | 1 | 4 | 4  | 6  | -2   |  | AS Vita Club               | 0-2 | 0-1 | 4-1 |     |

## Phase finale

### Qualification et tirage au sort
Les quatre premiers et les quatre deuxièmes de chaque groupe se qualifient à la phase finale, qui débute par les quarts de finale. En cas d'égalité entre deux ou plusieurs équipes, le classement est déterminé d'abord par la différence de points particulière entre les équipes à égalité puis la différence de buts particulière. Lors du tirage au sort, les équipes premières de leur groupe sont les têtes de série, cela leur permet de recevoir au match retour contrairement aux deuxièmes. Le tirage au sort a lieu le 5 février.
| Groupe | 1er de groupe – Tête de série | 2e de groupe – Non-tête de série |
| ------ | ----------------------------- | -------------------------------- |
| A      | TP Mazembe                    | Zamalek SC                       |
| B      | Mamelodi Sundowns             | Wydad AC                         |
| C      | ES Sahel                      | Al Ahly SC                       |
| D      | ES Tunis                      | Raja CA                          |

### Quart de finale
| Équipe     | Aller | Total | Retour | Équipe            |
| ---------- | ----- | ----- | ------ | ----------------- |
| Al Ahly SC | 2 - 0 | 3 - 1 | 1 - 1  | Mamelodi Sundowns |
| Wydad AC   | 2 - 0 | 2 - 1 | 0 - 1  | ES Sahel          |
| Raja CA    | 2 - 0 | 2 - 1 | 0 - 1  | TP Mazembe        |
| Zamalek SC | 3 - 1 | 3 - 2 | 0 - 1  | ES Tunis          |

### Demi-finales
Les demi-finales, initialement prévues les 1er-3 mai et 8-10 mai 2020, sont reportées sine die par le Comité d'urgence de la CAF, le 11 avril 2020, en raison de la pandémie de Covid-19. Il est décidé le 30 juin 2020 que les demi-finales et la finale se joueraient en septembre sous un format Final Four, en match unique au Cameroun.
À la suite du retrait de la Fédération camerounaise, les matchs se jouent en aller-retour les 17 et 18 octobre 2020 ainsi que les 23 et 24 octobre.
La détection de plusieurs cas de Covid-19 dans l'effectif du Raja le 20 octobre contraint la CAF à reporter leur demi-finale retour au 1er novembre puis au 4 novembre.
| Équipe   | Aller | Total | Retour | Équipe     |
| -------- | ----- | ----- | ------ | ---------- |
| Wydad AC | 0 - 2 | 1 - 5 | 1 - 3  | Al Ahly SC |
| Raja CA  | 0 - 1 | 1 - 4 | 1 - 3  | Zamalek SC |

### Finale
La finale se dispute sur une seule rencontre le 27 novembre 2020 au Stade international du Caire.
| Club       | Score | Club       |
| ---------- | ----- | ---------- |
| Al Ahly SC | 2 - 1 | Zamalek SC |

### Tableau final
|  | Quarts de finale  | Quarts de finale  | Quarts de finale | Quarts de finale |            |            | Demi-finales | Demi-finales | Demi-finales | Demi-finales |  |  | Finale | Finale | Finale | Finale |
|  |                   |                   |                  |                  |            |            |              |              |              |              |  |  |        |        |        |        |
|  |                   |                   |                  |                  |            |            |              |              |              |              |  |  |        |        |        |        |
|  |                   |                   |                  |                  |            |            |              |              |              |              |  |  |        |        |        |        |
|  | Al Ahly SC        | Al Ahly SC        | 2                | 1                |            |            |              |              |              |              |  |  |        |        |        |        |
|  | Al Ahly SC        | Al Ahly SC        | 2                | 1                |            |            |              |              |              |              |  |  |        |        |        |        |
|  | Mamelodi Sundowns | Mamelodi Sundowns | 0                | 1                |            |            |              |              |              |              |  |  |        |        |        |        |
|  | Mamelodi Sundowns | Mamelodi Sundowns | 0                | 1                | Al Ahly SC | Al Ahly SC | 2            | 3            |              |              |  |  |        |        |        |        |
|  |                   |                   |                  |                  | Al Ahly SC | Al Ahly SC | 2            | 3            |              |              |  |  |        |        |        |        |
|  |                   |                   | Wydad AC         | Wydad AC         | 0          | 1          |              |              |              |              |  |  |        |        |        |        |
|  | Wydad AC          | Wydad AC          | Wydad AC         | Wydad AC         | 0          | 1          | 2            | 0            |              |              |  |  |        |        |        |        |
|  | Wydad AC          | Wydad AC          |                  |                  |            |            |              | 0            |              |              |  |  |        |        |        |        |
|  | ES Sahel          | ES Sahel          | 0                | 1                |            |            |              |              |              |              |  |  |        |        |        |        |
|  | ES Sahel          | ES Sahel          | 0                | 1                | Al Ahly SC | Al Ahly SC | 2            | 2            |              |              |  |  |        |        |        |        |
|  |                   |                   |                  |                  | Al Ahly SC | Al Ahly SC | 2            | 2            |              |              |  |  |        |        |        |        |
|  |                   |                   | Zamalek SC       | Zamalek SC       | 1          | 1          |              |              |              |              |  |  |        |        |        |        |
|  | Zamalek SC        | Zamalek SC        | Zamalek SC       | Zamalek SC       | 1          | 1          | 3            | 0            |              |              |  |  |        |        |        |        |
|  | Zamalek SC        | Zamalek SC        |                  |                  |            |            |              |              |              |              |  |  |        |        |        |        |
|  | ES Tunis          | ES Tunis          | 1                | 1                |            |            |              |              |              |              |  |  |        |        |        |        |
|  | ES Tunis          | ES Tunis          | 1                | 1                | Zamalek SC | Zamalek SC | 1            | 3            |              |              |  |  |        |        |        |        |
|  |                   |                   |                  |                  | Zamalek SC | Zamalek SC | 1            | 3            |              |              |  |  |        |        |        |        |
|  |                   |                   | Raja CA          | Raja CA          | 0          | 1          |              |              |              |              |  |  |        |        |        |        |
|  | Raja CA           | Raja CA           | Raja CA          | Raja CA          | 0          | 1          | 2            | 0            |              |              |  |  |        |        |        |        |
|  | Raja CA           | Raja CA           |                  |                  |            |            |              | 0            |              |              |  |  |        |        |        |        |
|  | TP Mazembe        | TP Mazembe        | 0                | 1                |            |            |              |              |              |              |  |  |        |        |        |        |
|  | TP Mazembe        | TP Mazembe        | 0                | 1                |            |            |              |              |              |              |  |  |        |        |        |        |
|  |                   |                   |                  |                  |            |            |              |              |              |              |  |  |        |        |        |        |

## Vainqueur
| Ligue des champions de la CAF Vainqueur 2019-2020 |
| ------------------------------------------------- |
| Al Ahly SC Neuvième titre                         |

## Classements annexes

### Meilleurs buteurs
| Rang | Buteur           | Club       | Buts |
| ---- | ---------------- | ---------- | ---- |
| 1    | Jackson Muleka   | TP Mazembe | 7    |
| 2    | Achraf Bencharki | Zamalek SC | 5    |
| 3    | Karim Aribi      | ES Sahel   | 4    |
| 4    | Mostafa Mohamed  | Zamalek SC | 4    |